# VIII район (Дембники)
Дзельни́ца VIII Дембни́ки (пол. Dzielnica VIII Dębniki) — дзельница, административно-территориальная и вспомогательная единица Краковской городской гмины, один из 18 административных районов Кракова. Администрация дзельницы располагается по адресу ul. Praska 52. В настоящее время Председателем дзельницы является Аркадиуш Пушкаш.

## География
Дзельница VIII Дембники граничит на востоке с дзельницами IX Лагевники-Борек-Фаленцкий, X Свошовице, дзельницей XIII Подгуже и через Вислу на севере с дзельницей VII Звежинец и на северо-востоке — с дзельницей I Старе-Място.
Площадь дзельницы составляет 4671,11 гектаров. В состав дзельницы входят оседле Бодзув, Дембники, Капелянка, Клины-Зацише, Кобежин, Коло-Тынецке, Костше, Людвинув, Мохнанец, Оседле-Европейске, Оседле-Интербуд, Оседле-Колейове, Оседле-Панорама, Оседле-Подвавельске, Оседле-Ручай, Оседле Ручай-Забоже, Оседле Зелёны-Ручай, Подгурке-Тынецке, Пыховице, Сидзина, Скотники, Тынец, Закшувек.

## История
До 1990 года территория современной дзельницы входила в Дзельницу Подгуже. Современная Дзельница VIII Дембники была учреждена 27 марта 1991 года решением № XXI/143/91 городского совета Кракова. Современные границы дзельницы были утверждены решением городского совета № XVI/192/95 от 19 апреля 1995 года.

## Население
Численность населения дзельницы составляет 59.227.

## Достопримечательности

### Памятники культуры
Памятники культуры Малопольского воеводства:
| Изображение | Русское название                     | Польское название              | Местоположение       |
| ----------- | ------------------------------------ | ------------------------------ | -------------------- |
|             | Дворец Ласоцких                      | Pałac Lasockich                | ul. Tyniecka 18      |
|             | Тынецкая халупа                      | Tyniecka chałupa               | ul. Benedyktyńska 42 |
|             | Часовня Пресвятой Девы Марии Снежной | Kaplica Matki Boskiej Śnieżnej | ul. Bodzowska 7      |

### Другие достопримечательности
- Кладбище Кобежин-Красные Маки;
- Курган Иоанна Павла II;
- Музей «Манггха»;
- Памятник Шталагу 369;
- Твардовские скалки;
- Тынецкое приходское кладбище;
- Церковь Пресвятой Девы Марии Помощницы Верных;
- Церковь Пресвятой Девы Марии Розария;
- Церковь святого Станислава Костки;
- Церковь Сошествия Святого Духа;
- Часовня святых Петра и Павла.

## Разное
На улице Тынецкой,45 находится Командование специальных войск Вооружённых сил Польши.